# Mona Abaza
Mona Abaza (geboren 1959 im Gouvernement asch-Scharqiyya; gestorben 5. Juli 2021 in Berlin) war eine ägyptische Soziologin.

## Leben
Abaza beendete 1982 an der American University in Cairo (AUC) das Studium der Politischen Wissenschaften mit dem B.A. und erhielt 1986  einen Master in Soziologie an der University of Durham. Im Jahr 1990  promovierte sie an der Universität Bielefeld. 1990–1992 war sie Research Fellow am Institute of Southeast Asian Studies (ISEAS) in Singapur.
Sie war 1996–1997 Fellow des Wissenschaftskollegs zu Berlin und hatte Lehraufträge und Studienaufenthalte in Indonesien, Singapur, Malaysia, Frankreich (EHESS, 1996) und in den Niederlanden, 2001–2002, IIAS The International Institute for Asian Studies, und 2006–2007 Fellow, The Netherlands Institute for Advanced Study in the Humanities and Social Sciences, NIAS, Wassenaar. Im Jahr 2005 forschte sie zu „Veränderungen in der Konsumkultur“ beim Institut der Rockefeller Foundation in Bellagio. In den Jahren 2009–2011 war sie Gastprofessorin der theologischen Fakultät der Universität Lund. 2014 Research Fellow, Morphomata, Köln. Abaza war Soziologieprofessorin an der AUC und von 2007 bis 2009 chair of department.
Durch ihre wissenschaftliche Tätigkeit und ihre Mehrsprachigkeit war Abaza eine Ansprechpartnerin für europäische Wissenschaftler und Journalisten bei der Beurteilung der sozialen Prozesse in der Arabischen Revolution.
Abaza erlag Anfang Juli 2021 in Berlin, wo sie medizinisch behandelt worden war, den Folgen einer langwierigen Krebserkrankung.

## Schriften

### Monographien
- Twentieth-century Egyptian art : the private collection of Sherwet Shafei, Cairo ; New York : American University in Cairo Press, 2011.[3]
- Changing consumer cultures of modern Egypt : Cairo's urban reshaping, Leiden ; Boston : Brill, 2006
- Debates on Islam and knowledge in Malaysia and Egypt : shifting worlds, Taylor & Francis, 2002
- Islamic education, perceptions and exchanges, Paris, Cahier d'Archipel, 1994
- Changing images of three generations of Azharites in Indonesia, Pasir Panjang, Singapore : Institute of Southeast Asian Studies, 1993
- Indonesian students in Cairo : Islamic education, perceptions and exchanges, Paris : Association Archipel, 1994. Diss. Univ. Bielefeld 1990
- The changing image of women in rural Egypt, Cairo: The American University in Cairo Press, 1987
- The Cotton Plantation Remembered, Cairo: The American University in Cairo Press, 2013. ISBN 978-977-416-571-9
- Cairo Collages, Every Day Life Practices After the Event, Manchester University Press, 2020

### Ausgewählte Artikel und Kapitelbeiträge
- “Perceptions of Middle Eastern Islam in Southeast Asia and Islamic Revivalism”. Der Orient, Maerz 1994, pp. 107–124.
- “A Preliminary Note on the Impact of External Islamic Trends in Malaysia”. Internationales Asien Forum, Vol. 25, 1994, No. 1-2, p. 149-165.
- “Islam in South-east Asia: Varying Impact and images of the Middle East”. in: Islam, Muslims and the Modern State.Case-Studies of Muslims in Thirteen Countries, ed. Hussin Mutalib and Taj ul-Islam Hashimi. The Macmillan Press, 1994. pp. 139–151.
- “A Profile of an Indonesian Azhari Living in Cairo”, in: Archipel, Paris. 1996.pp, 31-44.
- “An Arab Origin Mosque in Singapore”, Archipel, Paris, 1997, pp. 61–84.
- “Civil Society and Islam in Egypt: The Case of Nasr Hamid Abu Zayd Case in Egypt”. The Journal of Islamic and Arabic Studies, Australia. Vol. 2, No. 2, 1995, pp. 29.
- “Southeast Asia and the Middle East: al-Manar and Islamic Modernity” in: From The Mediterranean To the China Sea. Edited by Claude Guillot, Denys Lombard and Roderich Ptak, Harrassowitz Verlag. Wiesbaden 1998. pp. 93–113.
- “Südostasien und der Nahe Osten”. in: Südostasien-Handbuch, Herausgebers. F. Ptak and B Dahm, Beck Verlag. 1999, pp. 357–364.
- “Shifting Landscapes of fashion in Contemporary Egypt”. In: Fashion Theory. Vol 11, 2-3. (April 2007) pp 281–297.
- Mohammad Asad Shahab: Indonesian Arabic Writing”  Edited Volume By Eric Tagliacozzo. Southeast Asia and the Middle East : Islam, Movement and the Longue Durée, National University of Singapore, 2009.
- ” 'Adat/Custom in the Middle East and Southeast Asia" in: Words in Motion, Towards A Global Lexicon; Edited by Carol Gluck and Anna Lowenhaupt Tsing, Duke University Press, Durban and London, 2009, pp. 67–82.
- “Social Sciences in Egypt Swinging Pendulum: Commodification and (or) the Criminalization of a Field?” Editor Michael Burawoy in: Facing an Unequal World: Challenges For a Global Sociology,  Conference Proceedings of the 2009 Conference of the Council of National Associations of International Sociological Associations (ISA), Taipei, 2009.
- “The Trafficking with Tanwir (Enlightenment)”, acts of the Conference convened by Susannah Heschel, Dartmouth College Titled: Transnational Migrations of Identity: Jews, Muslims and the Modernity Debate. Published in Comparative Studies on South Asia, Africa and the Middle East, Vol. 30, No. 1, 2010.
- “Asia Imagined by the Arabs”, in: Islamic Studies and Islamic Education in Contemporary Southeast Asia, Editors: Kamaruzzaman Bustamam-Ahmad and Patrick Jory, Yayasan Ilmuwan, Kuala Lumpur, 2011,  pp. 1–29.
- “ Downtown Cairo Imagined: Nostalgia and/Or Dubaization? ” Urban Studies, May 2011.
- “ Cyberspace and the Changing Face of Protest and Public Culture in Egypt” In: Democratic Transition in the Middle East, Unmaking Power. Edited by Larbi Sadiki, Heiko Wimmen, Layla Al Zubaidi, Routledge 2013, pp. 87–107.
- “The Motahajiba in Cairo, Inter-Arab Islamic Chic, Adaptations, Hybridity and Globalization” In: Fusion Fashion, Culture beyond Orientalism. ed. Gertrud Lehnert / Gabriele Mentges, Peter Lang, Frankfurt Main, 2013.
- “Walls, Segregating Downtown Cairo and the Mohammed Mahmud Street Graffiti”, Theory, Culture and Society, 9 October 2012.
- “Cairo Dairy: Space-Wars, Public Visibility and The Transformation of Public Space in Post-Revolutionary Egypt In Public Space”, in: Public Space, Media Space, edited Chris Berry, Janet Harbord, Rachel Moore, Palgrave MacMillan, 2013, p-88-109.
- “Post January Revolution Cairo: Urban Wars and the Reshaping of Public Space”, Theory, Culture and Society, online am 30. September 2014 doi:10.1177/0263276414549264.
- “Graffiti and the Reshaping of Public Space in Cairo: Tensions between Political Struggles and Commercialization” in: Grafficity, in Visual Practices and Contestations in Urban Space, edited by Eva Youkhana and Larissa Förster, Morphomata, Volume 28, Wilhelm Fink, 2015.
- “Public space in Cairo: Dubai contra Tahrir” in Contemporary Political Theory (2016) 15, 427–435. doi:10.1057/s41296-016-0012-z; published online 30 June 2016.
- “Repetitive Repertoires: How Writing about Cairene Graffiti has turned into a serial Monotony” in: Graffiti and Street Art, Reading Writing and Representing the City. edited by Konstantinos Avramidis and Myrto Tsilimpounidi, Routledge, 2017.
- Cairo, Personal Reflections on Enduring Daily Life, Journal of Arabic and Islamic Studies • 16 (2016), pp. 234-252.
- “Cairo: Restoration and the Limits of Street Politics”, Space and Culture 1–21, 2017, journals.sagepub.com/home/sac
- “Cairo After the Event: Fiction and Everyday Life” Eine Festschrift für Reinhard Schulze, edited by Florain Zemmin, Johanes Stephan, Monica Corrado, Anke Von Kugelgen, Brill, Leiden. 2018.